# Westfalen (streek)

Ligging Westfalen

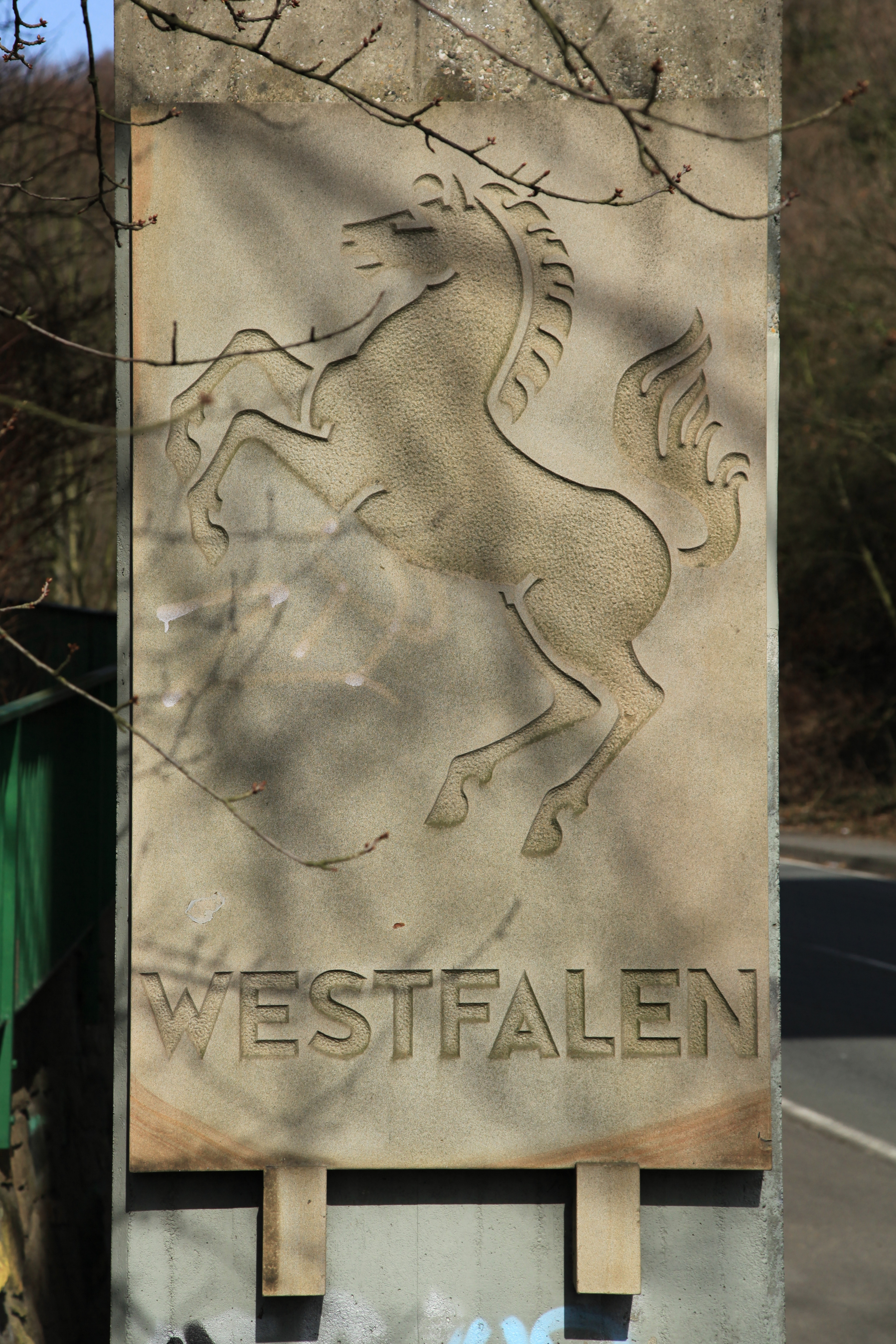
Wapen van Westfalen

Wapen van Westfalen

Vlag van Westfalen

Westfalen omvat de noordoostelijke helft van Noordrijn-Westfalen, een van de deelstaten van Duitsland. Het bestaat uit de regierungsbezirke Arnsberg, Detmold en Münster, maar heeft op zich geen administratieve betekenis meer. De steden Dortmund, Münster en Bielefeld vormen mede de economische centra van Westfalen.
Tot het cultuurgebied Westfalen wordt een groter gebied gerekend, dat ook het zuidwesten van Nedersaksen omvat. Dit betreft met name het Graafschap Bentheim, het Emsland, het Oldenburger Münsterland (Landkreis Cloppenburg en Vechta) en het Osnabrücker Land (Landkreis Osnabrück).
In Westfalen wordt onder andere Westfaals gesproken, dat tot de Nedersaksische taalgroep behoort.

## Geschiedenis: uiteenlopende territoria
De historische streek Westfalen omvat een veel groter gebied, namelijk het hele westelijke deel van het voormalige Stamhertogdom Saksen, tussen de Neder-Rijn en de Wezer. De Saksen noemden hun oostelijke gebied Oostfalen. In de Annales regni Francorum worden de bewoners van Oost- en Westfalen voor het eerst vermeld bij de beschrijving van het jaar 784, toen de Frankische koning Karel de Grote en zijn oudste zoon Karel ten strijde trokken tegen de Saksen, Karel de Grote tegen de "Ostfalaos" en zijn zoon tegen de "Westfalaos". Het woord fal(ah) betekent veld of vlakte. Oost- en Westfalen waren dus eerst het oostland en het westland van de Saksen. De term Oostfalen is later in onbruik geraakt.
Vanaf 1180 was er een hertogdom Westfalen, het viel binnen de heerschappij van het Heilige Roomse Rijk. De waardigheid van hertog werd gedragen door de aartsbisschop en keurvorst van Keulen. Aan het einde van de 18e eeuw had deze alleen de feitelijke macht in een klein gebied met de huidige districten Olpe en Hochsauerlandkreis.
In 1500, bij de indeling van het Heilige Roomse Rijk in een aantal kreitsen, werd de Westfaalse Kreits het hele gebied ten oosten van de Bourgondische Kreits. Het bevatte de gebieden van de prinsbisdommen Münster en Luik, en alle tussenliggende kleinere vorstendommen. Aanvankelijk was ook het sticht Utrecht ingedeeld bij de Westfaalse Kreits.
In 1807 stichtte Napoleon het koninkrijk Westfalen, dat gedeeltelijk het vroegere grote Westfalen omvatte, met daarbij grote delen van de huidige bondslanden Nedersaksen, Hessen en Saksen-Anhalt.
In 1815 werd het zuidwestelijke deel van dat koninkrijk toegewezen aan Pruisen. Sindsdien wordt de naam Westfalen voornamelijk gebruikt in relatie tot de Pruisische provincie Westfalen. Die ging in 1946 op in de bondsstaat Noordrijn-Westfalen.

## Grondstoffenleverancier
Vanaf de 15e eeuw ging de regio een rol spelen als leverancier voor een van de twee belangrijkste grondstoffen voor de wapenindustrie: ijzererts. In de loop van de vijftiende eeuw werden kanonnen ontwikkeld uit gietijzer waarmee ijzeren kogels konden worden verschoten. Rond 1540 begon men in de regio's Westfalen, Noord-Frankrijk en in Zuid-Engeland ijzeren kanonnen gieten. Dat bracht grote veranderingen teweeg. De grondstoffen waren volop in West-Europa aanwezig dus dit geschut kon in grotere hoeveelheden en relatief goedkoop gemaakt worden.